# مرسيدس-بنز إس إل آر ماكلارين
مرسيدس بنز إس إل آر ماكلارين (C199 / R199 / Z199) (بالإنجليزية: Mercedes-Benz SLR McLaren)، هي سيارة فاخرة من فئة "غراند تورر" طُوِّرت بالتعاون بين شركة مرسيدس-بنز الألمانية وشركة ماكلارين أوتوموتيف البريطانية، جرى إنتاجها وبيعها بين عامي 2003 و2010. في تلك الفترة، كانت مرسيدس-بنز تمتلك 40% من مجموعة ماكلارين، مما جعل إنتاج السيارة ثمرة شراكة وثيقة بين الشركتين. يشير اسم "SLR" إلى اختصار لعبارة ألمانية هي "Sport Leicht Rennsport" وتعني "سباق رياضي خفيف"، في إشارة تكريمية لسيارة مرسيدس بنز إس إل آر ٣٠٠ الأسطورية التي استُلهم منها تصميم هذا الطراز. وقد توفرت السيارة بثلاث فئات من حيث التصميم: الكوبيه، والرودستر، والسبيدستر، وكانت الأخيرة إصدارًا محدودًا.

## الميزات التقنية

### نظام الكبح
زُوّدت مرسيدس-بنز إس إل آر ماكلارين بنظام كبح متطوّر يُعرف باسم Sensotronic Brake Control، وهو نظام يعتمد على تقنية "التحكم الإلكتروني بالكبح". تُستخدم في هذا النظام أقراص كبح مصنوعة من السيراميك الكربوني، ما يمنح أداءً فائقًا في قوة التوقف ومقاومة التلاشي مقارنةً بالأقراص التقليدية المصنوعة من الفولاذ، خاصة عند الوصول إلى درجات الحرارة المثالية. ووفقًا لمرسيدس-بنز، تتحمل هذه الأقراص حرارة تصل إلى 1,200 درجة مئوية.
تبلغ أقطار الأقراص الأمامية 370 ملم وتأتي بفتحات تهوية داخلية، وتُستخدم معها مكابس مؤلّفة من 8 كبّاسات. أما الأقراص الخلفية فتبلغ 360 ملم وتُرافقها مكابس رباعية الكبّاسات. كما يتم تنظيف الأقراص تلقائيًا من الماء أثناء القيادة في الأجواء الرطبة، حيث تقوم المكابس بكشط خفيف لسطح الأقراص للحفاظ على أدائها.

### الديناميكا الهوائية
تعتمد إس إل آر على نظام ديناميكا هوائية نشط، يتضمن جناحًا خلفيًا مدمجًا ضمن لوح الكبح الهوائي. يقوم هذا الجناح بتعزيز القوة السفلية تبعًا لزاوية ارتفاعه. عند بلوغ سرعة محددة، يرتفع الجناح تلقائيًا إلى زاوية 10 درجات (15 درجة في إصدار 722)، ويمكن للسائق رفعه يدويًا حتى 30 درجة (35 في إصدار 722) لتحسين الثبات الخلفي، وإن كان ذلك على حساب زيادة مقاومة الهواء.
كما تم تجهيز السيارة بأرضية مسطّحة ومشتّت هواء خلفي لتعزيز الثبات عند السرعات العالية. وبسبب هذا التصميم الانسيابي، لم يكن بالإمكان تركيب العادم في المؤخرة، فتم تثبيته على جانبي السيارة، وهو ما يُعد أحد أبرز عناصر التصميم الفريدة في هذا الطراز.

### المحرك
تستمد إس إل آر قوتها من محرك V8 مصنوع يدويًا بالكامل من الألمنيوم، بزاوية 90 درجة وسعة 5.4 لتر (5,439 سم³)، ويزن 232 كغم. يتميز المحرك بنظام شحن فائق من نوع Lysholm، مزود بآلية لولبية مزدوجة تدور بسرعة تصل إلى 23,000 دورة في الدقيقة، وتنتج ضغطًا يصل إلى 0.9 بار (13 psi)، مع مبردين داخليين لضبط حرارة الهواء المضغوط.
يستخدم المحرك نظام تزييت جاف، ويبلغ معدل ضغط الوقود فيه 8.8:1. يولّد قدرة قصوى تبلغ 626 حصانًا (617 حصانًا فعليًا) عند 6,500 دورة في الدقيقة، وعزم دوران أقصى يبلغ 780 نيوتن متر بين 3,250 و5,000 دورة في الدقيقة.
وقد أعادت ماكلارين تصميم هيكل السيارة من خلال تحريك المحرك مسافة متر واحد خلف الصدام الأمامي، أي نحو 50 سم خلف المحور الأمامي، إلى جانب تحسين تصميم الحاجز الناري الوسطي لضمان توزيع مثالي للوزن.

### ناقل الحركة
تعتمد السيارة على ناقل حركة أوتوماتيكي من نوع AMG SPEEDSHIFT R بخمس سرعات، مع ثلاث وضعيات للتبديل اليدوي. اختارت مرسيدس هذا الناقل بدلًا من ناقلها الأوتوماتيكي ذو السبع سرعات، وذلك من أجل تحسين الموثوقية وتقليل التعقيد وعدد المكوّنات.

### الأداء
رغم استخدام مواد خفيفة الوزن من ألياف الكربون المقوّاة في بناء الهيكل، إلا أن الوزن الإجمالي للسيارة يبلغ 1,750 كغم. وتصل سرعتها القصوى إلى 333 كم/س (207 ميل/س).
في اختبارات مجلة Car and Driver، حققت السيارة تسارعًا من 0 إلى 60 ميل/س (97 كم/س) خلال 3.4 ثانية، وقطعت ربع الميل في 11.2 ثانية بسرعة 209 كم/س. كما سجلت أرقامًا قياسية في التسارع من 30 إلى 50 ميل/س في 1.7 ثانية، ومن 50 إلى 70 ميل/س في 2.4 ثانية، وهي أسرع نتائج سجّلتها المجلة لسيارة إنتاج تجاري. وسجّلت السيارة تماسكًا جانبيًا على منصة الالتفاف بلغ 0.97g. وأشارت المجلة إلى أن الأداء ربما يكون أفضل في درجات حرارة أقل.
أما مجلة Motor Trend فقد سجّلت تسارعًا من 0 إلى 97 كم/س في 3.3 ثانية خلال اختبار نُشر في أبريل 2006.
وفي اختبار لمجلة Road & Track في يوليو 2005، حققت السيارة تسارعًا من 0 إلى 97 كم/س في 3.5 ثانية، ومن 0 إلى 161 كم/س في 7.5 ثانية، وقطعت ربع الميل في 11.5 ثانية بسرعة 203 كم/س.

## وصلات خارجية
- Mercedes SLR AMG Overview
- McLaren Mercedes-Benz SLR pages: SLR coupé, SLR Roadster, SLR 722 coupé, Roadster 722 S نسخة محفوظة 21 أغسطس 2009 على موقع واي باك مشين.